# Tewkesbury
Tewkesbury er en by og civil parish i Gloucestershire i England. Byen ligger hvor floderne Severn og Avon løber sammen med de mindre bifloder Swilgate og Carrant Brook. Den har givet navn til Borough of Tewkesbury, hvor byen er den næststørste med 10.704 indbyggere (2011).
Navnet Tewkesbury kommer nok fra Theoc, navet på sakseren som grundlagde en eremitage der i 600-tallet. Den hed på angelsaksisk Theocsbury. En fejlagtig afledning fra Theotokos blev udbredt.
Byen afholder hvert år Tewkesbury Medieval Festival, der er et reenactmentslag og middelaldermarked, hvor Slaget ved Tewkesbury, der fandt sted i 1471, bliver genskabt med reenactere fra hele Europa.